# Bruce Lee - La grande sfida
Bruce Lee - La grande sfida (Birth of the Dragon) è un film del 2016 diretto da George Nolfi.

## Trama
Wong Jack-man è un monaco shaolin che viene negli Stati Uniti per ritrovare l'equilibrio spirituale perso nel suo monastero a causa di un'esibizione conclusasi con violenza.
Accolto da Steve, allievo della scuola di Kung fu fondata da Bruce Lee, accetta di combatterci per liberare una ragazza prigioniera della mafia cinese, di cui Steve è innamorato. L'incontro produce un'alleanza tra i due maestri che conduce alla liberazione di tutte le ragazze prigioniere, il superamento dei propri limiti da parte di Bruce Lee e il rientro in patria di Wong Jack-man, che ha così espiato le sue colpe.